# Centrosema bellum
Centrosema bellum là một loài thực vật có hoa trong họ Đậu. Loài này được Vigo miêu tả khoa học đầu tiên.